# Ronde van Hongarije 2022
De 43e editie van de wielerwedstrijd Ronde van Hongarije vond in 2022 plaats van 11 tot en met 15 mei. De start was in Csákvár, de finish in Gyöngyös. De ronde was onderdeel van de UCI Europe Tour 2022, in de categorie 2.1. In 2020 won de Damien Howson; hij werd opgevolgd door de Ier Eddie Dunbar.

## Deelname
| WorldTour | ProTeam | Continentaal                | nationale selectie |
| --- | --- | --------------------------- | ------------------ |
| Astana Qazaqstan Team Bahrain-Victorious BORA-hansgrohe INEOS Grenadiers Israel-Premier Tech Movistar Team Quick-Step Alpha Vinyl Team BikeExchange-Jayco Team DSM Team Jumbo-Visma Trek-Segafredo | Drone Hopper - Androni Giocattoli Alpecin-Fenix Caja Rural-Seguros RGA EOLO-Kometa Sport Vlaanderen-Baloise Team Novo Nordisk Uno-X Pro Cycling Team Human Powered Health | Adria Mobil Giotti Victoria | Hongarije          |

## Etappes
| Etappe | Datum  | Start         | Finish             | Type       | Afstand  | Winnaar           | Klassementsleider |
| ------ | ------ | ------------- | ------------------ | ---------- | -------- | ----------------- | ----------------- |
| 1      | 11 mei | Csákvár       | Székesfehérvár     | Heuvelrit  | 197,5 km | Olav Kooij        | Olav Kooij        |
| 2      | 12 mei | Karcag        | Hajdúszoboszló     | Vlakke rit | 192 km   | Fabio Jakobsen    | Jens Reynders     |
| 3      | 13 mei | Sárospatak    | Nyíregyháza        | Vlakke rit | 154 km   | Fabio Jakobsen    | Fabio Jakobsen    |
| 4      | 14 mei | Kazincbarcika | Kazincbarcika      | Heuvelrit  | 177 km   | Dylan Groenewegen | Fabio Jakobsen    |
| 5      | 15 mei | Miskolc       | Gyöngyös-Kékestető | Bergrit    | 184 km   | Antonio Tiberi    | Eddie Dunbar      |

## Eindklassementen

### Algemeen klassement
| Rnk | Rijder              | Team                       | Tijd     |
| --- | ------------------- | -------------------------- | -------- |
| 1   | Eddie Dunbar        | INEOS Grenadiers           | 20:38:43 |
| 2   | Óscar Rodríguez     | Movistar-team              | 0:23     |
| 3   | Samuele Battistella | Astana Qazaqstan           | 0:28     |
| 4   | Edoardo Zambanini   | Bahrein - Victorious       | 0:29     |
| 5   | Carl Fredrik Hagen  | Israël - Premier Tech      | 0:35     |
| 6   | Niklas Eg           | Uno-X Pro Cycling Team     | 0:36     |
| 7   | Krists Neilands     | Israël - Premier Tech      | 0:43     |
| 8   | Patrick Konrad      | BORA - hansgrohe           | 0:50     |
| 9   | Anthon Charmig      | Uno-X Pro Cycling Team     | 0:59     |
| 10  | Kamiel Bonneu       | Sport Vlaanderen - Baloise | 1:01     |

### Puntenklassement
| Rnk | Rijder         | Team                       | Punten |
| --- | -------------- | -------------------------- | ------ |
| 1   | Fabio Jakobsen | Quick-Step Alpha Vinyl     | 47     |
| 2   | Rudy Barbier   | Israel-Premier Tech        | 42     |
| 3   | Sasha Weemaes  | Sport Vlaanderen - Baloise | 31     |
| 4   | Jens Reynders  | Sport Vlaanderen - Baloise | 29     |
| 5   | Elia Viviani   | INEOS Grenadiers           | 23     |

### Bergklassement
| Rnk | Rijder               | Team                              | Punten |
| --- | -------------------- | --------------------------------- | ------ |
| 1   | Aaron Van Poucke     | Sport Vlaanderen - Baloise        | 34     |
| 2   | Nicolaas Dalla Valle | Giotti Victoria                   | 14     |
| 3   | Umberto Marengo      | Drone Hopper - Androni Giocattoli | 11     |
| 4   | Antonio Tiberi       | Trek - Segafredo                  | 10     |
| 5   | Jens Reynders        | Sport Vlaanderen - Baloise        | 8      |

### Teamklassement
| Rnk | Team             | Time     |
| --- | ---------------- | -------- |
| 1   | Trek - Segafredo | 61:58:48 |
| 2   | Movistar-team    | 0:57     |
| 3   | Alpecin-Fenix    | 2:00     |

1925 · 1926 · 1927 · 1928 · 1928 · 1929 · 1930 · 1931 · 1932 · 1933 · 1934 · 1935 · 1936 · 1937· 1938-1941 · 1942 · 1943 · 1944-1948 · 1949 · 1950-1952 · 1953 · 1954 · 1955 · 1956 · 1957-1961 · 1962 · 1963 · 1964 · 1965 · 1966-1992 · 1993 · 1994 · 1995 · 1996 · 1997 · 1998 · 1999-2000 · 2001 · 2002 · 2003 · 2004 · 2005 · 2006 · 2007 · 2008 · 2009-2014 · 2015· 2016· 2017· 2018· 2019 · 2020 · 2021 · 2022 · 2023 · 2024